# M/T Olib
M/T Olib je hrvatski tanker tipa aframax za prijevoz sirove nafte. IMO broj mu je 9334739. MMSI broj je 238252000. Plovi pod hrvatskom zastavom. Matična luka je Zadar.

## Karakteristike
2004. hrvatski brodar Tankerska plovidba iz Zadra ugovorila je izgradnju dvaju brodova blizanaca s Brodosplitom. Radno porinuće, porinuće bez ceremonijala imenovanja i posebnih svečanosti bilo je 30. kolovoza 2008. Brod je blagoslovio je fra Zlatko Šafarić iz Apostolata mora. Brod je svečano porinut i kršten 15. rujna 2008. Kum broda je Božidar Kalmeta. Istog dana Tankerska plovidba preuzela je nešto prije napravljeni brod blizanac M/T Dugi otok koji je sutradan zaplovio na prvi posao.
Nosivost broda je 108 433 t. Bruto tonaže je 59 315 tona. Postavljen je na navoz splitskog brodogradilišta kao novogradnja br. 461. Brod je ojačan za plovidbu u hladnim morima i ledenom području. Dvostruka je dna i oplate. Brodski motor izgrađen je u Splitu.
Brod blizanac je M/T Dugi otok.

## Vanjske poveznice
- M/T Olib  Arhivirana inačica izvorne stranice od 23. rujna 2015. (Wayback Machine)